# Abashiri Prison
Abashiri Prison  (originaltitel: 網走番外地, Abashiri bangaichi) är en japansk gangster- och fängelsefilm från 1965 regisserad av Teruo Ishii. Filmen blev en publiksuccé och fick 17 uppföljare. Filmen inspirerades av den amerikanska filmen Kedjan från 1958. Huvudrollsinnehavaren Ken Takakura sjunger filmens ledmotiv.

## Handling
Shinichi Tachibana är en skötsam fånge på Abashirifängelset i Hokkaido. Han kedjas fast med den grovt kriminella Gonda med hjälp av handbojor och tvingas följa med när Gonda rymmer från fängelset. Filmen följer fångarnas flykt genom Hokkaidos vinterlandskap. 

## Rollista
- Ken Takakura - Shinichi Tachibana[3]
- Kōji Nanbara
- Tetsurō Tamba
- Toru Abe
- Kanjūrō Arashi
- Kyosuke Machida
- Kunie Tanaka
- Limm Sueii
- Kenji Ushio
- Koji Takishima
- Koji Miemachi
- Kazu Sugiyoshi
- Seiya Satou
- Joji Yoshimura
- Koji Sekiyama
- Tadashi Suganuma
- Tatsuya Kitayama